# باربرا روبنسون
باربرا روبنسون (بالإنجليزية: Barbara Robinson)‏ هي كاتبة للأطفال وكاتِبة أمريكية، ولدت في 24 أكتوبر 1927 في بورتسموث في المملكة المتحدة، وتوفيت في 9 يوليو 2013 في Berwyn, Pennsylvania ‏ في الولايات المتحدة بسبب سرطان.

## وصلات خارجية
- الموقع الرسمي
- باربرا روبنسون على موقع IMDb (الإنجليزية)
- باربرا روبنسون على موقع ميوزك برينز (الإنجليزية)
- باربرا روبنسون على موقع ديسكوغز (الإنجليزية)
- باربرا روبنسون على موقع قاعدة بيانات الفيلم (الإنجليزية)